# Милисав Крсмановић
Милисав Kрсмановић - Kрца (Борике, 25. фебруар 1948 — Нова Пазова, 17. август 2003.), био је српски и југословенски књижевник. 

## Каријера
Крсмановић је радио као уредник издавачких кућа "Гардош" и "Научна књига", као и часописа "Српски књизевни гласник". Најпознатији је као уредник "Песничких новина" у Скадарлији, у кући Ђуре Јакшића, одакле је често држао књижевне вечери.
Добитник је многих награда и признања, између осталих и награде Раде Драинац. 
Због критика режима био је ухапшен у време одржавања Олимпијских игара Сарајеву 1984. Његово пуштање на слободу издејствовала је Десанка Максимовић након разговора са Бранком Микулићем.

## Дело

### Збирке песама:
- "Инфаркт"
- "Преноћен живот"
- "Згужвано сећање"
- "Kрсмановина"
- "Моји испади"
- "Из боемског ћошета"
- "Мој боемски живот"